# Accidente del helicóptero de Ebrahim Raisi
El 19 de mayo de 2024, un helicóptero de la Fuerza Aérea de Irán se estrelló cerca del pueblo de Uzi, en la provincia de Azerbaiyán Oriental, Irán, causando la muerte del presidente de Irán, Ebrahim Raisi; del ministro de Asuntos Exteriores, Hossein Amir-Abdollahian; del gobernador general de Azerbaiyán Oriental, Malek Rahmati; del representante del líder supremo en Azerbaiyán Oriental, Mohammad Ali Ale-Hashem; del jefe del equipo de seguridad del presidente, y de tres miembros de la tripulación. El helicóptero formaba parte de un convoy de tres aeronaves que se dirigía desde la presa de Giz Galasi hacia Tabriz.
El incidente sucedió durante una visita de Raisí a la provincia iraní de Azerbaiyán Oriental, cerca de la ciudad de Yolfa, situada en la frontera con Azerbaiyán. Horas después del incidente, cuarenta equipos de rescate conformaron la operación de rescate de los pasajeros del helicóptero. Las operaciones de rescate encontraron dificultades debido al denso terreno forestal, lo que se agravó por condiciones climáticas adversas como fuertes lluvias, niebla y fuertes vientos. En la búsqueda se movilizaron drones, equipos de búsqueda y rescate y perros especialmente entrenados.
Alrededor de las siete horas y media en la hora local se encontraron los restos de la aeronave accidentada sin ningún ocupante con vida.

## Antecedentes

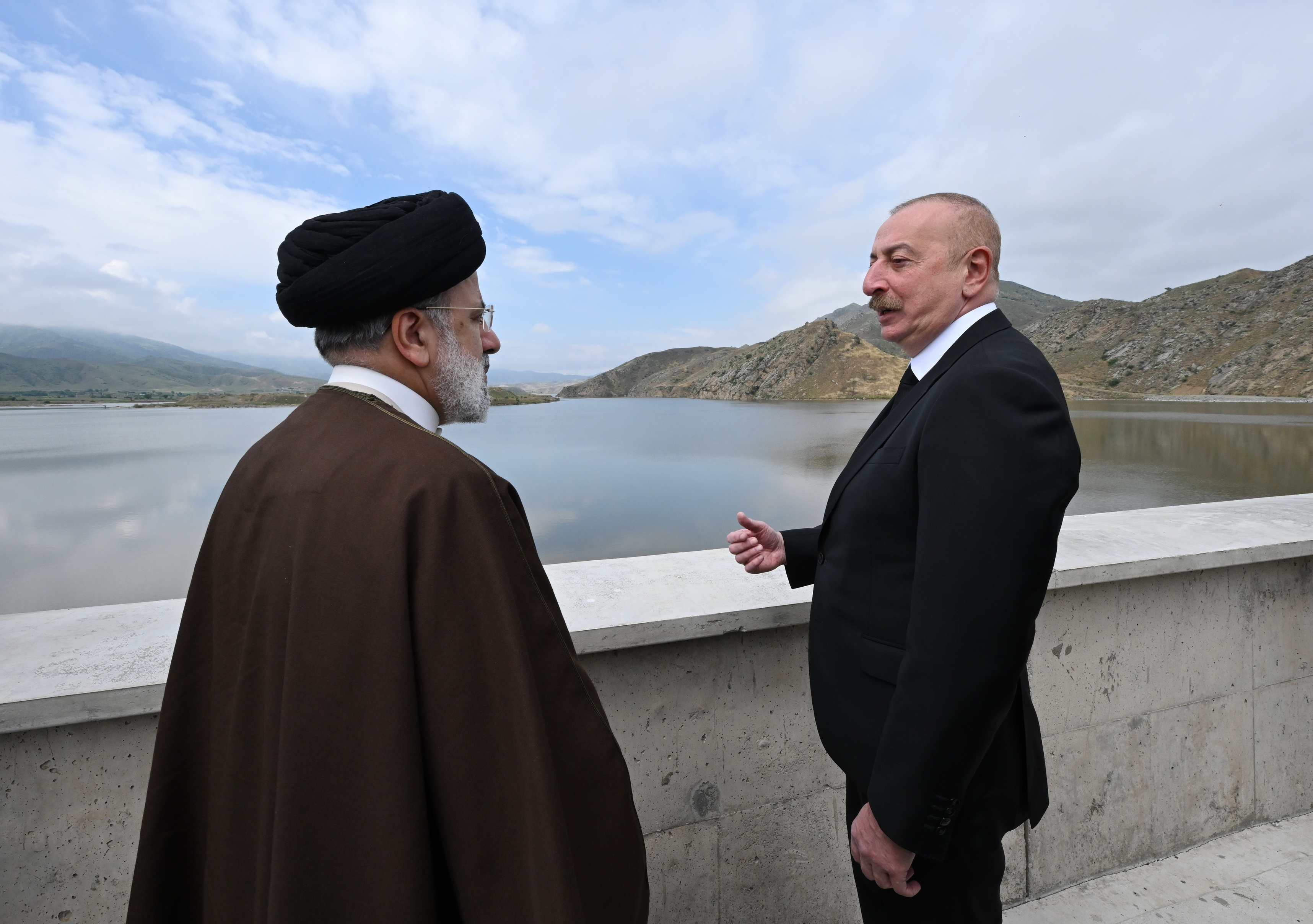
Los presidentes Ebrahim Raisí (izquierda) y Ilham Alíyev (derecha) reunidos en la frontera entre Azerbaiyán e Irán, horas antes del accidente.

El helicóptero involucrado era un Bell 212 con número de registro 6-9207 de la Fuerza Aérea de la República Islámica de Irán (IRIAF). Irán adquirió el helicóptero a principios de la década de 2000. Debido a las sanciones internacionales, las aeronaves iraníes enfrentan escasez de repuestos y a menudo vuelan sin controles de seguridad.Los expresidentes Abolhassan Banisadr (en el cargo de 1980 a 1981) y Mahmoud Ahmadinejad (en el cargo de 2005 a 2013) también estuvieron involucrados en accidentes de helicóptero durante sus mandatos, pero sobrevivieron.
Un día antes del accidente, la Organización Meteorológica de Irán emitió una alerta meteorológica naranja (clima severo que puede causar daños o accidentes) para la región.

## Accidente
El 19 de mayo, Raisi se reunió con el presidente de Azerbaiyán, Ilham Aliyev, en el complejo hidroeléctrico Giz Galasi, en la frontera entre sus países, para inaugurarlo y poner en funcionamiento el complejo hidroeléctrico Khoda Afarin. Tras la reunión, Raisi, Amir-Abdollahian, Rahmati, Ale-Hashem y el jefe de seguridad de Raisi, el general de brigada Mohammad Mehdi Mousavi del Cuerpo de la Guardia Revolucionaria Islámica (IRGC), partieron en helicóptero hacia Tabriz para inaugurar un proyecto en una refinería de petróleo. El helicóptero formaba parte de un convoy de tres y estaba tripulado por los pilotos de la Fuerza Aérea Iraní, el coronel Taher Mostafavi y el coronel Mohsen Daryanush, junto con el técnico de vuelo, el mayor Behrouz Qadimi. En total, había ocho personas a bordo del helicóptero. 
Alrededor de las 13:30 IRST (UTC+3:30), el helicóptero se estrelló aproximadamente a 2 kilómetros al suroeste del pueblo de Uzi, en la región del Bosque de Dizmar, un corredor de vida silvestre en el condado de Varzaqan, provincia de Azerbaiyán Oriental.
El jefe de la Oficina del Presidente, Gholam-Hossein Esmaeili, se encontraba en uno de los otros helicópteros. Declaró que los helicópteros despegaron alrededor de las 13:00. El clima era normal al inicio y durante la mayor parte del vuelo. Cuarenta y cinco minutos después, el piloto del helicóptero de Raisi, que estaba a cargo del convoy, ordenó a los otros helicópteros que aumentaran la altitud para evitar una nube cercana. Treinta segundos después de sobrevolar la nube, el piloto del helicóptero de Esmaeili notó que el helicóptero de Raisi, que volaba entre los otros dos, había desaparecido. El piloto regresó para buscar el helicóptero de Raisi e hizo algunos círculos, pero no pudo contactarlo por radio y no pudo descender debido a la nube, por lo que aterrizó en la mina de cobre de Sungun treinta segundos después.
Luego, los pilotos llamaron al teléfono del capitán Mostafavi, quien estaba a cargo del helicóptero de Raisi, pero Ale-Hashem contestó y dijo que el helicóptero se había estrellado en un valle. Esmaeili hizo una segunda llamada y habló con Ale-Hashem, quien le dijo: «No me siento bien, no sé qué pasó, no sé dónde estoy, estoy bajo los árboles, no veo a nadie, estoy solo». Tomaron una ambulancia con personal médico y se dirigieron al lugar, hablando varias veces con Ale-Hashem, quien respondió las llamadas durante aproximadamente tres horas. Ale-Hashem murió antes de que los rescatistas pudieran llegar.
El ministro de Energía, Ali Akbar Mehrabian, y el ministro de Vivienda y Transporte, Mehrdad Bazrpash, que viajaban en los otros dos helicópteros, llegaron a salvo a Tabriz después de que sus aeronaves buscaran sin éxito el tercer helicóptero durante quince a veinte minutos tras perder contacto con él.

## Recuperación
La noticia del accidente se dio a conocer a las 16:00, con la Radiodifusión de la República Islámica de Irán (IRIB) y el ministro del Interior, Ahmad Vahidi, describiéndolo como un aterrizaje forzoso causado por el mal tiempo y la niebla. El mayor general Mohammad Bagheri, jefe del Estado Mayor de las Fuerzas Armadas de la República Islámica de Irán, ordenó a todas sus ramas desplegar sus recursos completos para las operaciones de rescate. La densa niebla afectó las operaciones de búsqueda y rescate en Varzaqan. Se informó que se esperaba que los equipos de búsqueda y rescate llegaran al lugar del accidente para las 20:00. Para las 20:39, las fuerzas iraníes estaban cerca del lugar del accidente. Cuarenta equipos de rescate de la Sociedad de la Media Luna Roja Iraní, junto con vehículos aéreos no tripulados (UAV), fueron enviados a la zona del accidente.
Janez Lenarčič, comisario europeo de Gestión de Crisis, anunció que la Unión Europea activaría el Servicio de Gestión de Emergencias Copernicus, proporcionando mapas satelitales de respuesta rápida a petición de Irán, lo que provocó críticas de algunos políticos y periodistas europeos por parecer simpáticos hacia el régimen iraní. Armenia, Azerbaiyán, Irak, Catar, Turquía y Rusia ofrecieron ayudar en la búsqueda. Rusia envió dos aviones, helicópteros de búsqueda y rescate y alrededor de 50 personas para ayudar en la misión de rescate. El Departamento de Estado de los Estados Unidos dijo el 20 de mayo que había rechazado una rara solicitud de asistencia del gobierno iraní tras el accidente, principalmente por razones logísticas.
Irán solicitó un helicóptero de búsqueda y rescate con visión nocturna a Turquía, según la Presidencia de Gestión de Desastres y Emergencias de Turquía. Las coordenadas de un UAV turco Bayraktar Akıncı mostraron que el sitio del accidente estaba ubicado en una pendiente empinada a 20 kilómetros al sur de la frontera entre Azerbaiyán e Irán. El UAV enviado por Turquía estaba desarmado tras una solicitud de Irán. Posteriormente, Irán negó que el dron turco hubiera encontrado el sitio y en su lugar afirmó que el lugar solo fue descubierto después de que los drones iraníes con radar de apertura sintética fueron llamados desde el Océano Índico para buscar el sitio del accidente. Los medios iraníes también criticaron a Turquía por sobrevolar sitios sensibles y dibujar la media luna y la estrella de la bandera turca en su ruta de vuelo durante su regreso.
Unas horas después del accidente, IRIB informó que se había encontrado el helicóptero y que no había «signos de vida» en la escena del accidente, que se encontraba a una altitud de 2,200 metros. Excepto la cola, el helicóptero se quemó completamente tras el impacto.
El 20 de mayo, las operaciones de búsqueda concluyeron con la recuperación de los cuerpos, que fueron transportados a Tabriz. Muchos de los cuerpos fueron encontrados en estado carbonizado, pero no requirieron identificación forense.

## Investigación
Las Fuerzas Armadas de la República Islámica de Irán asumieron la responsabilidad de investigar la causa del accidente. El ministro de Transporte de Turquía, Abdulkadir Uraloğlu, cuyo país incluye a Irán en su área de responsabilidad para la respuesta a emergencias, dijo que no habían encontrado una señal del helicóptero tras conocer la noticia del accidente, lo que sugiere que la aeronave no tenía activado su sistema de señalización o no disponía de dicho sistema. Un informe preliminar publicado por el ejército iraní el 23 de mayo determinó que el helicóptero "se incendió después de chocar contra una zona elevada". También afirmó que no se había encontrado evidencia de juego sucio.
Tiempo después, un informe de la agencia estatal iraní Fars reveló que el accidente se produjo a raíz de condiciones meteorológicas adversas. De acuerdo a una fuente de los servicios especiales iraníes, meteorólogos lo habían advertido, pero una dilación en el horario de partida obligó a realizar el vuelo a través de una densa niebla. Se informó asimismo que un exceso de pasajeros habría provocado una sobrecarga en la aeronave, sumando complicaciones al vuelo. Luego de esto, el Estado Mayor de Irán salió a desmetir tal informe, calificándolo de falso y exigiendo a los medios prudencia al momento de comunicar respecto a cuestiones inherentes a la seguridad y la defensa.

## Reacciones

### En Irán

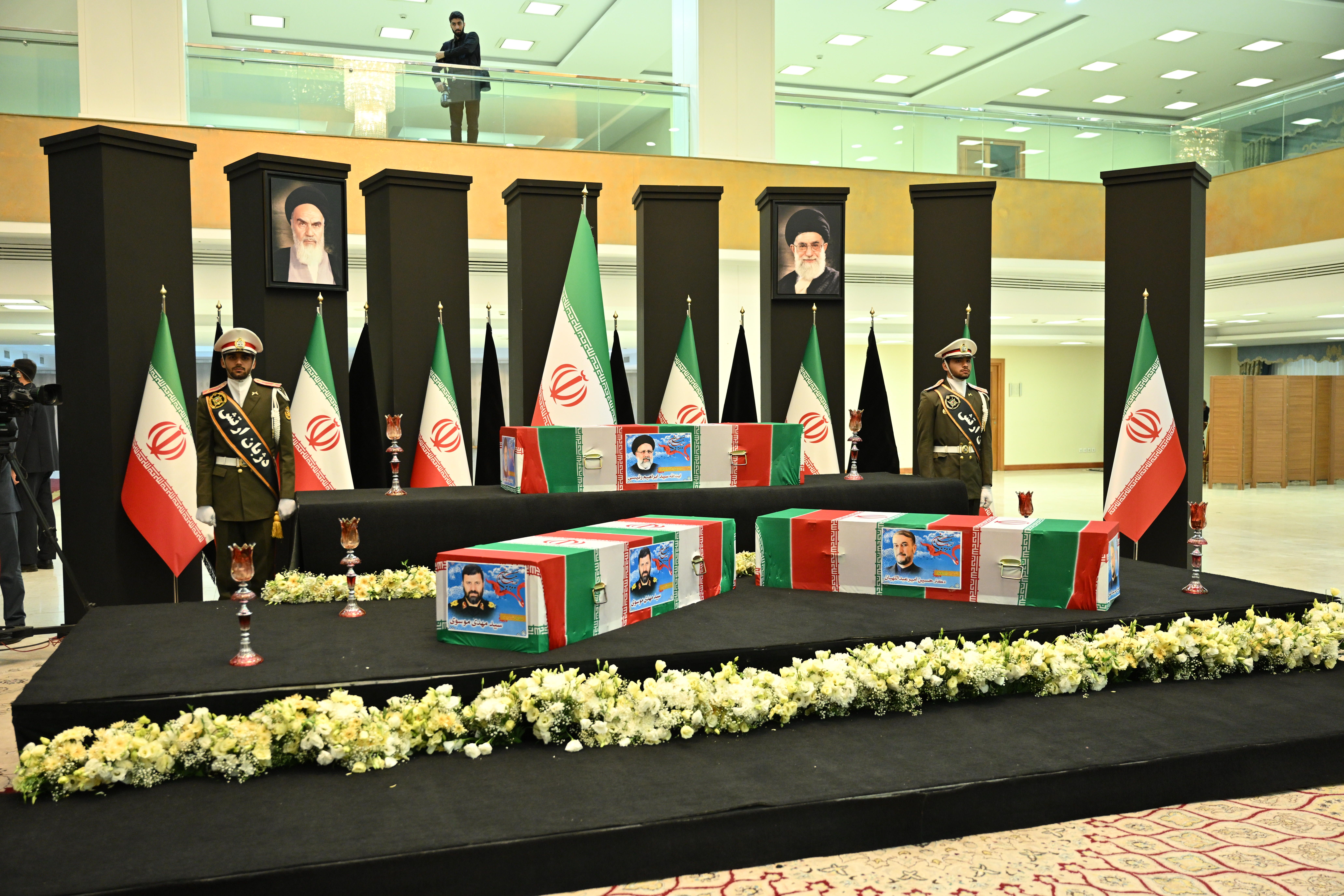
Ceremonia de despedida de Ebrahim Raisi, Teherán, 22 de mayo de 2024.

El líder supremo, Alí Jamenei, al pedir a la nación que rezara, dijo que «si el pueblo de Irán no se preocupa, no habrá interrupciones en el trabajo del país». En Irán se realizaron oraciones en homenaje a Raisí. La televisión estatal transmitió oraciones por Raisí y la agencia de noticias Fars alentó a los espectadores a orar por la seguridad de Raisí. Sin embargo, comenzaron a circular en las redes sociales videos de personas celebrando con fuegos artificiales sobre la presunta muerte de Raisí. Tras la confirmación de la muerte de Raisí, Jamenei declaró cinco días de luto nacional.
El gobierno iraní canceló una reunión de gabinete. A Tabriz viajaron altos funcionarios y miembros del Consejo Supremo de Seguridad Nacional.
El exministro de Asuntos Exteriores iraní, Mohammad Javad Zarif, culpó a Estados Unidos por el accidente y dijo en una entrevista que el embargo de este último sobre la venta de aviones y repuestos de aviación a Irán «quedará registrado en la lista de crímenes estadounidenses contra el pueblo iraní». Gran parte de la flota aérea militar de Irán fue adquirida antes de la Revolución iraní de 1979, pero ha enfrentado desafíos para obtener las piezas necesarias debido a las sanciones internacionales contra el país. 
Maryam Rajavi, líder de la disidente Organización Popular de Muyahidines de Irán, dijo que el legado de Raisi estuvo marcado por su papel en las ejecuciones de prisioneros políticos iraníes en 1988, y predijo este «golpe estratégico monumental e irreparable al líder supremo de los mulás, Ali Jamenei, y todo el régimen» desencadenaría «una serie de repercusiones y crisis» dentro de su dirección. Taghi Rahmani, marido de la activista detenida Narges Mohammadi, dijo que la muerte de Raisi no cambiaría estructuralmente el sistema. Algunos en la diáspora iraní celebraron alegremente y otros recurrieron a las redes sociales para expresar su descontento con el gobierno de Irán.

#### Funerales
El Ministerio de Cultura y Orientación Islámica ordenó la suspensión de eventos y lugares culturales, así como de todas las actividades relacionadas con la Semana del Patrimonio Cultural, que coincidió con el período de duelo, durante siete días a partir del 20 de mayo. Se ordenó el cierre de oficinas gubernamentales y empresas privadas el 22 de mayo para coincidir con los funerales de las víctimas.
Los funerales de las víctimas comenzaron el 21 de mayo en Tabriz; A una procesión de los restos, transportados en un camión, asistieron multitudes estimadas en decenas de miles de personas, a las que luego se dirigió el ministro del Interior, Ahmad Vahidi.
Luego, los restos fueron llevados a Teherán y transportados a Qom antes de ser devueltos a la Universidad de Teherán para otra ceremonia fúnebre el 22 de mayo, presidida por Jamenei y a la que asistieron Mokhber y dignatarios extranjeros. Entre los dignatarios se encontraban el líder de Hamás, Ismail Haniya, que habló en el evento, el ministro de Asuntos Exteriores afgano, Amir Khan Muttaqi, el primer ministro armenio, Nikol Pashinián, el ministro de Asuntos Exteriores egipcio, Sameh Shoukry, el primer ministro iraquí, Mohammed Shia' Al Sudani, el primer ministro paquistaní, Shehbaz Sharif, y el emir de Catar Tamim bin Hamad Al Thani, el presidente tunecino Kaïs Saied, así como delegados de otros 60 países, incluidos Bielorrusia, China, India, Rusia, Serbia y Turquía. Ningún representante de los Estados miembros de la Unión Europea asistió al funeral, mientras que, aparte de Jamenei, ninguno de los expresidentes vivos de Irán (Mohammad Jatamí, Mahmud Ahmadineyad y Hasán Rohaní) fueron vistos en el evento. Después de la ceremonia, los restos fueron transportados en un camión en una procesión hasta la plaza Azadi, durante la cual se escucharon cánticos de «Muerte a América». Se estima que decenas de miles asistieron al funeral en Teherán, y se estimó que cientos de miles siguieron la procesión por el bulevar principal de Teherán. La asistencia al funeral fue notablemente menor que la del general Qasem Soleimani en 2020.

### Internacional

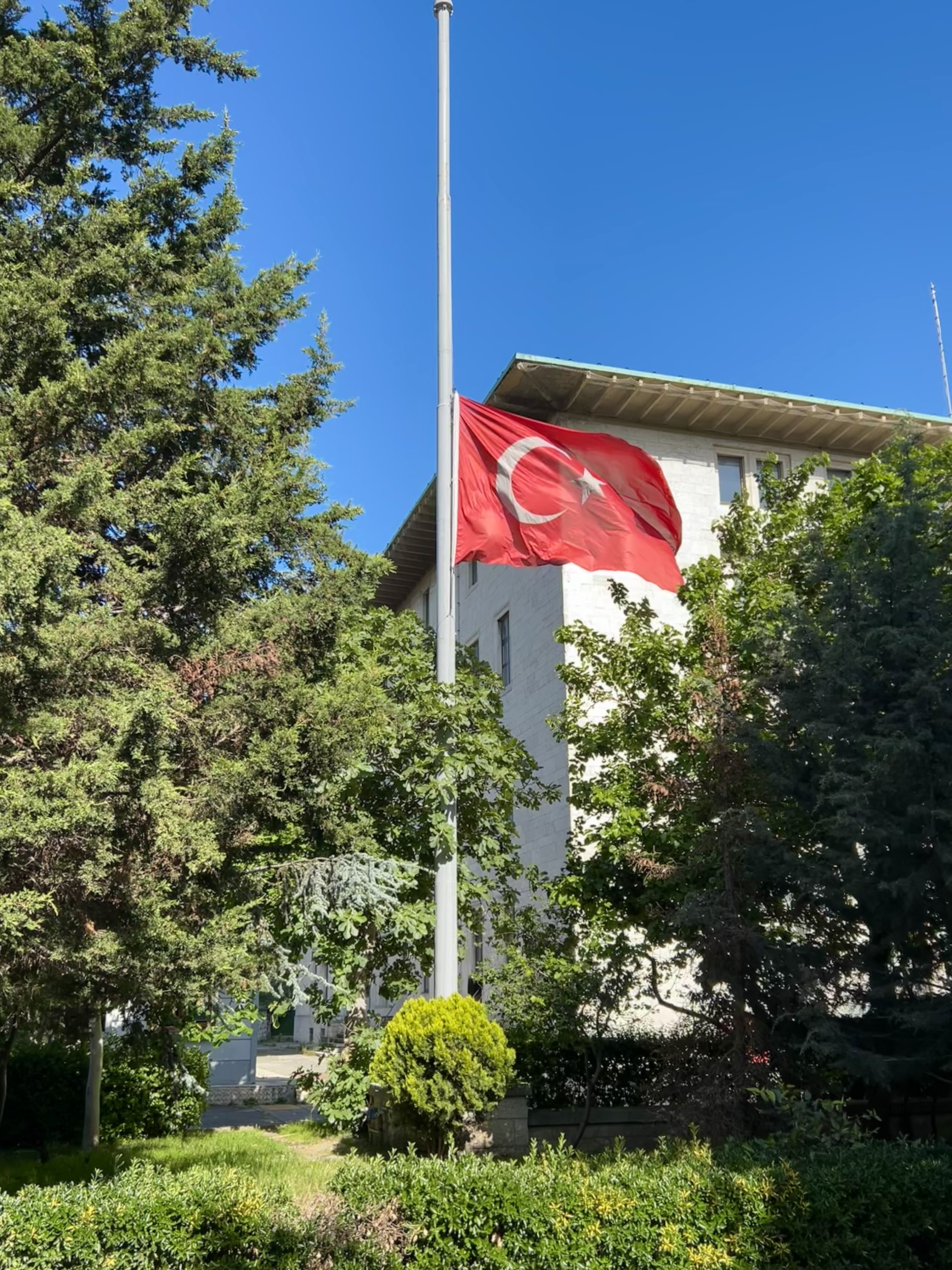
Bandera turca a media asta tras la declaración de luto nacional, Estambul, Turquía.

Tras la confirmación de la muerte de Raisí y de los demás pasajeros, líderes y funcionarios de varios países y organizaciones internacionales expresaron sus condolencias y solidaridad, entre ellos:
- Afganistán: Primer Ministro afgano Hasan Akhund
- Armenia: el Primer Ministro armenio Nikol Pashinián,[68]
- Azerbaiyán: el Presidente de Azerbaiyán Ilham Alíyev,[69]
- China: el Presidente chino Xi Jinping,[70]
- Cuba: el Presidente cubano Miguel Díaz-Canel,[71]
- Egipto: el Presidente egipcio Abdel Fattah al-Sisi,[72]
- Unión Europea; el Presidente del Consejo Europeo Charles Michel,[70]
- Liga Árabe: el Secretario General de la Liga Árabe Ahmed Aboul Gheit,[73]
- India: el Primer Ministro indio Narendra Modi,[74]
- Irak: el Primer Ministro iraquí Mohammed Shia' Al Sudani,[75]
- Japón: el Portavoz del Gobierno japonés Yoshimasa Hayashi,[73]
- Jordania: el Rey jordano Abdalá II,[76]
- Líbano: el Presidente del Parlamento libanés Nabih Berri,[77]
- Malasia: el Primer Ministro de Malasia Anwar Ibrahim,[74]
- Maldivas: el Presidente de Maldivas Mohamed Muizzu,[78][79]
- OPEP: el Secretario general de la OPEP Haitham al-Ghais,[73]
- Pakistán: el Primer Ministro de Pakistán Shehbaz Sharif,[74][80]
- Palestina: el Presidente palestino Mahmud Abás,[73]
- Filipinas: el Presidente filipino Bongbong Marcos,[81]
- Catar: el Emir qatarí Tamim bin Hamad Al Thani,[70]
- Rusia: el Presidente ruso Vladímir Putin,[74]
- Arabia Saudita: el Rey saudí Salmán bin Abdulaziz y el Príncipe heredero Mohamed bin Salmán,[82]
- Sri Lanka: el Presidente de Sri Lanka Ranil Wickremesinghe,[83]
- Sudán: el Líder militar sudanés Abdel Fattah al-Burhan,[73]
- Siria: el Presidente sirio Bashar al-Ásad,[84]
- Turquía: el presidente turco Recep Tayyip Erdoğan,[85]
- Emiratos Árabes Unidos: el Presidente de los Emiratos Árabes Unidos Mohamed bin Zayed Al Nahyan,[70]
- Venezuela: el Presidente venezolano Nicolás Maduro[86]
- México: el Presidente mexicano Andrés Manuel López Obrador[87]
- Uruguay: el Ministerio de Relaciones Exteriores de Uruguay.[88]
- Chile: el Ministerio de Relaciones Exteriores de Chile[89]

- Israel: En medio de acusaciones de participación israelí,[90][91] un funcionario israelí declaró que Israel no estuvo involucrado en el incidente.[92][93][94] Aunque no hubo reacción oficial por parte del gobierno israelí, la oposición israelí dijo que «no derramarían ni una lágrima» por el incidente.[93]

Se declararon días de luto oficial en el Líbano, Pakistán y Siria.